# Eurídice II de Macedònia
Eurídice II de Macedònia (en llatí: Eurydice, en grec antic: Εὐρυδίκη) va ser una princesa filla d'Amintes IV de Macedònia i de Cinana, germanastra d'Alexandre el Gran. El seu nom original podria haver estat Audata, segons diu Flavi Arrià i recull Foci.
La seva mare, Cinana, es diu que la va entrenar des de petita en exercicis atlètics i arts marcials, tal com ella al seu torn, n'havia après de la seva mare. Eurídice va acompanyar la seva mare en l'expedició a Àsia d'Alexandre el Gran. QuanÀlcetes va assassinar a la seva mare Cinana seguint les ordres del seu germà Perdicas regent de l'imperi, no va matar Eurídice perquè ella tenia el favor de les tropes, que la veien com un dels pocs membres que restaven de la casa reial d'Alexandre el Gran.
Perdicas la va donar en matrimoni a Filip III Arrideu, rei nominal de Macedònia. A la mort de Perdicas va demanar als regents Pitó i Arrideu de compartir l'autoritat i com que era m olt ben considerada per l'exèrcit, els va obligar a renunciar als seus càrrecs. Llavors va aparèixer el seu gran rival, Antípatre.
Va prendre part activa a les reunions que van establir el Pacte de Triparadisos, on era al bàndol oposat a Antípatre, però aquest va aconseguir ser escollit regent. Amb el seu marit va haver d'acompanyar Antípatre a Macedònia, però a la mort del regent l'any 319 aC el va succeir Polipercont. però el caràcter feble que tenia el nou regent i el fet que s'apropés a Olímpia (mare d'Alexandre) i també les derrotes en algunes batalles la van determinar a tornar a la política activa.
Va fer aliança amb Cassandre, i com que estava ocupat a Grècia, va reunir un exèrcit i va reclamar el poder. Polipercont va avançar contra ella a Epir amb el rei d'aquest país, Eàcides, i amb Olímpia, Roxana i el seu jove fill Alexandre i s'hi va enfrontar, però no hi va haver necessitat de lluita, ja que les forces d'Eurídice van refusar de combatre contra la mare, la dona i el fill d'Alexandre el Gran.
Eurídice va fugir cap a Amfípolis, però va ser capturada. Inicialment la van tancar junt amb el seu marit a una masmorra fosca i petita on no se'ls donava quasi menjar, però després Olímpies se'n va compadir i li va enviar una espasa, una corda i una copa amb cicuta perquè triés la manera de morir. Eurídice es va penjar, segons diu Diodor de Sicília.
Més tard Cassandre va recollir el seu cos i el del seu marit i els va enterrar amb solemnitat a la necròpolis reial d'Eges.